# Batillipes tridentatus
Batillipes tridentatus är en djurart som tillhör fylumet trögkrypare, och som beskrevs av Pollock 1989. Batillipes tridentatus ingår i släktet Batillipes och familjen Batillipedidae. Inga underarter finns listade i Catalogue of Life.